# Battle Beast
Battle Beast je finská heavymetalová hudební skupina založená v roce 2005 v Helsinkách. Založili ji kytaristé Anton Kabanen a Juuso Soinio a bubeník Pyry Vikki. Jejich debutové album Steel vyšlo v roce 2011 prostřednictvím vydavatelství Hype Productions. Po vydání této desky musela kapelu z rodinných důvodů opustit zpěvačka Nitte Valo, kterou nahradila současná zpěvačka Noora Louhimo. Styl kapely je inspirovaný především heavymetalovými skupinami z 80. let 20. století.
Páté studiové album No More Hollywood Endings bylo vydáno v březnu roku 2019.

## Diskografie
- Steel (2011)
- Battle Beast (2013)
- Unholy Savior (2015)
- Bringer of Pain (2017)
- No More Hollywood Endings (2019)
- Circus of Doom (2022)
- Steelbound (2025)

### Singly
- "Show Me How to Die" (2011)
- "Enter the Metal World" (2011)
- "Into the Heart of Danger" (2013)
- "Black Ninja" (2013)
- "Touch In The Night" (2014)
- "Madness" (2014)
- "King For a Day" (2016)
- "Familiar Hell" (2017)
- "No More Hollywood Endings" (2019)
- "Eden" (2019)
- "Master of Illusion" (2021)
- "Eye of the Storm" (2021)
- "Where Angels Fear to Fly" (2022)

## Členové
- Noora Louhimo – zpěv
- Joona Björkroth – kytara
- Juuso Soinio – kytara
- Eero Sipilä – basová kytara, zpěv
- Janne Björkroth – klávesy
- Pyry Vikki – bicí

Bývalí členové
- Nitte Valo – zpěv
- Anton Kabanen – kytara, zpěv